# Cannone da 75/27 modello 11

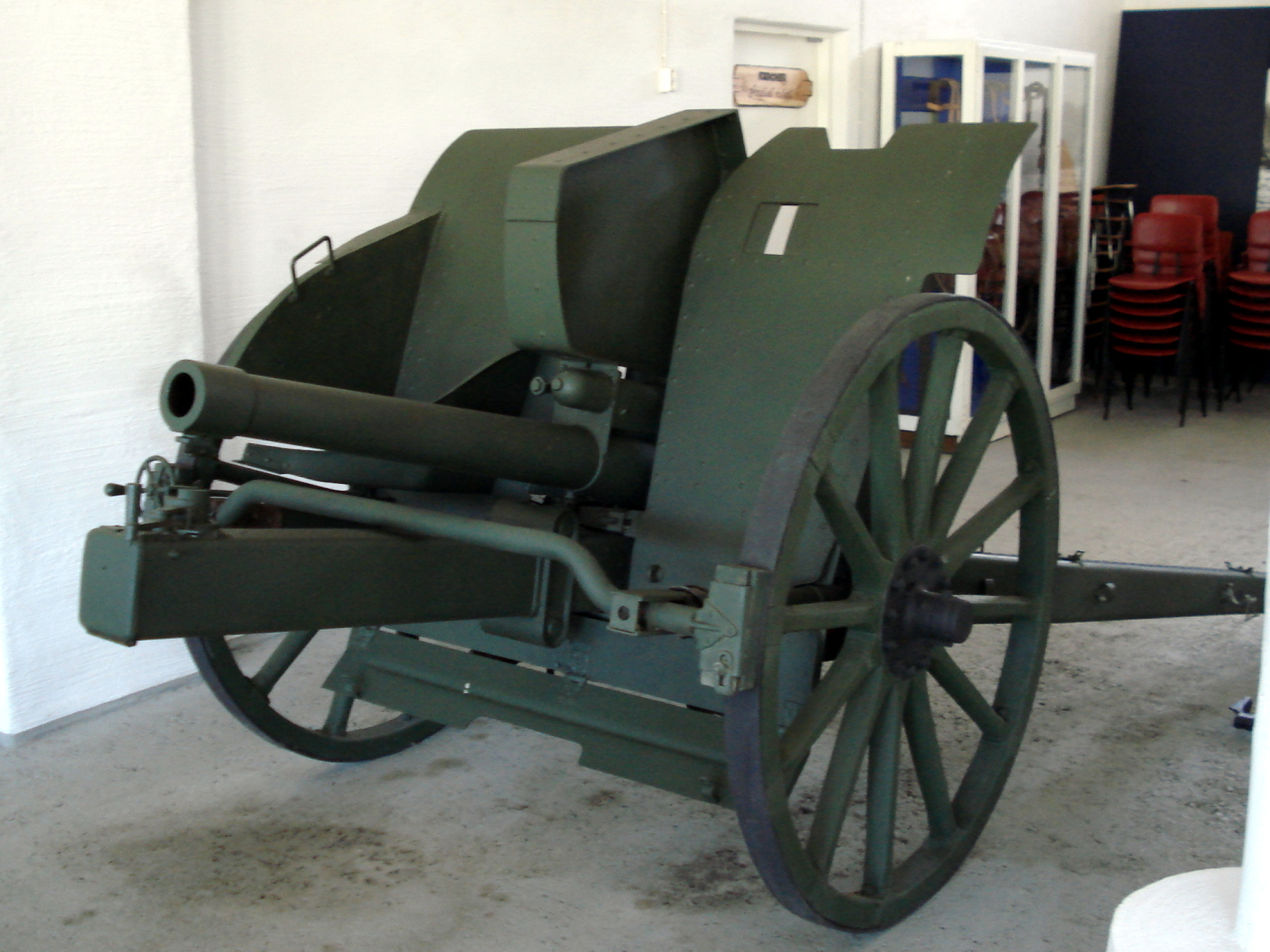

Cannone da 75/27 modello 11 var en 75 millimeter fältkanon, i bruk inom den italienska armén från 1911.
Cannone da 75/27 modello 11 konstruerades av fransmannnen Joseph-Albert Deport men kom att tas i bruk av det italienska försvaret och helt produceras där. Deports kanon utmärktes av ett originellt och komplext rekylsystem, som inte kom att kopieras i någon annan kanon. Den var en relativt lätt kanon, och var ursprungligen avsedd för kavalleriet, även om den snart tilldelades andra truppslag och snart blev standardfältkanon i det italienska försvaret. En annan egenhet var de delade lavettbenen som för tidens standard gav kanonen ett ovanligt brett sidriktfält. Kanonen kunde också eleveras upp till 65 grader vilket gjorde den användbar i bergig terräng. Den var dock tung för sin storlek, vilket bidrog till att den flyttades från kavalleriet till fältartilleriet. I fältställning bestod servisen normalt av fyra man, men normalt bestod en full servis av sex man, av vilka två skötte hästarna. Efter första världskriget överfördes många av kanonerna till artillerimilisen i det italienska försvaret. Ännu vid utbrottet av andra världskriget fanns många kvar i tjänst. En hel del föll också i tyska händer i samband med Italiens kapitulation 1943, här fick den beteckningen 7,5 cm Feldkanone 244 (i). Senare kanoner modierades genom att förses med förbättrade sköldar och nya hjul med stålekrar och pneumatiska däck.